# Tenancingo de Degollado
Tenancingo de Degollado är en kommunhuvudort i Mexiko.   Den ligger i kommunen Tenancingo och delstaten Mexiko, i den sydöstra delen av landet, 70 km sydväst om huvudstaden Mexico City. Tenancingo de Degollado ligger 2 057 meter över havet och antalet invånare är 14 174.
Terrängen runt Tenancingo de Degollado är huvudsakligen kuperad, men den allra närmaste omgivningen är platt. Runt Tenancingo de Degollado är det tätbefolkat, med 550 invånare per kvadratkilometer. Närmaste större samhälle är Tenango de Arista, 15,9 km norr om Tenancingo de Degollado. Omgivningarna runt Tenancingo de Degollado är en mosaik av jordbruksmark och naturlig växtlighet.